# 포클랜드 전쟁의 영국 해군력
포클랜드 전쟁의 영국 해군력은 1982년 포클랜드 전쟁에 참가한 영국의 모든 해군전력에 대한 목록이다.

## 개요
1982년 포클랜드 전쟁에 영국 대처 총리가 파병한 해군 전력은, 항공모함 2척, BAE 시 해리어 전투기 28대, 구축함 8척, 호위함 15척, 디젤 잠수함 1척, 공격원잠 5척이다. 이들이 주력 공격 부대이고, 이를 보급하기 위한 수많은 수송선, 보급함이 참가했다. 또한, 민간에서 수많은 여객선, 유조선, 화물선, 터그보트 등이 징발되었다.
영국 해군은 86명이 전사하며 총 영국군 전사자의 1/3을 차지하였다. 구축함 2척, 호위함 2척이 격침되었다. 24대의 헬기와 10대의 전투기가 요격되었다.
영국 해군의 주요 피해 중에, 만재배수량 5,000톤인 42형 구축함 HMS 셰필드가 아르헨티나 해군의 A-4 스카이호크 전투기가 발사한 엑조세 미사일을 맞고 침몰했다. 그 이후 동형함 HMS 코번트리도 폭격에 침몰하고 말았다.
그러나 포클랜드 전쟁 초반에, 영국의 수중배수량 5,000 톤 공격원잠인 HMS 컨커러가 아르헨티나 해군의 경순양함인 만재배수량 12,000톤 ARA 제네랄 벨그라노를 격침시킨 것이 아르헨티나에게 매우 충격을 주었다. 포클랜드 전쟁 최초의 해군함정 격침이었다. 이 충격으로 아르헨티나 해군은 2척의 구축함의 호위를 받는 ARA 베인티코 데 마요 항공모함을 작전해역에서 철수시켰으며, 이 항공모함의 후퇴로 전쟁 초기부터 영국 해군이 기선을 제압하게 되었다.
아르헨티나의 ARA 베인티코 데 마요 항공모함은 영국 해군의 HMS 허미즈, HMS 인빈시블과 같은 만재배수량 2만톤급의 항공모함이다. 영국 콜로서스급 항공모함을 중고로 수입한 것이다. 영국의 2척의 항모는 수직이착륙기를 사용했지만, 아르헨티나는 캐터펄트를 장착하여 A-4 스카이호크 전투기를 탑재했다.

## 해군 군함

### 항공모함
- HMS 허미즈, 함대 기함, 센타우르급 항공모함, 만재배수량 28,700톤, 길이 224 m, 엔진 78,000 마력
  - Captain Lin Middleton RN (Linley E Middleton)
  - 706 해군비행대대 (4 시 킹)
  - 800 해군비행대대 (12 BAE 시 해리어)
  - 일부 809 해군비행대대 (4 BAE 시 해리어)
  - 826 해군비행대대 (12 시 킹 HAS.5)
  - 846 해군비행대대 (6 시 킹 HC.4)

- HMS 인빈시블, 센타우르급의 차세대, 인빈시블급 항공모함, 만재배수량 22,000 톤, 길이 210 m, 엔진 97,000 마력
  - Captain Jeremy J. Black RN
  - 801 해군비행대대 (8 BAE 시 해리어) - Lieutenant-Commander 'Sharkey' Ward RN
  - 일부 809 해군비행대대 (4 BAE 시 해리어)
  - 820 해군비행대대 (10 시 킹 HAS.5)

### 구축함
- HMS 브리스톨, 만재배수량 7,700 톤, 82형 구축함
- HMS 셰필드, 만재배수량 4,350 톤, 42형 구축함
- HMS 컨벤트리, 만재배수량 4,350 톤, 42형 구축함
- HMS 글래스고, 만재배수량 4,350 톤, 42형 구축함
- HMS 카디프, 만재배수량 4,350 톤, 42형 구축함
- HMS 엑서터, 만재배수량 4,350 톤, 42형 구축함
- HMS 글래모건, 만재배수량 6,850 톤, 컨트리급 구축함
- HMS 앤트림, 만재배수량 6,850 톤, 컨트리급 구축함

### 호위함
- 22형 호위함 2척, 배수량 5,000 톤
- 21형 호위함 7척, 만재배수량 3,360 톤
- 린더급 호위함 4척, 만재배수량 2,962 톤
- 로더세이급 호위함 2척, 만재배수량 2,560 톤

### 잠수함
- 오베론급 잠수함 1척, 수중배수량 2,410 톤, 디젤 잠수함
- 밸리언트급 잠수함 1척, 수중배수량 5,000 톤, 공격원잠
- 처칠급 잠수함 2척, 배수량 4900 톤, 공격원잠, 밸리언트급의 후속함
- 스윕트슈어급 잠수함 2척, 수중배수량 5,000 톤, 공격원잠, 처칠급의 후속함

## 기타
- 아틀란틱 컨베이어 1척, 항공기 수송함
- RMS 퀸 엘리자베스 II 1척, 병력 수송 징발선

## 같이 보기
- 포클랜드 전쟁의 아르헨티나 해군력